# Temelucha guttifer
Temelucha guttifer är en stekelart som först beskrevs av Thomson 1890.  Temelucha guttifer ingår i släktet Temelucha och familjen brokparasitsteklar. Arten är reproducerande i Sverige. Inga underarter finns listade i Catalogue of Life.